# Mariene ecoregio Laptevzee
De Mariene ecoregio Laptevzee (16) (Engels: Laptev Sea marine ecoregion) is een biogeografische regio en ligt in de Noordelijke IJszee in het Marien rijk Arctica. De mariene ecoregio is vastgesteld door het World Wide Fund for Nature en The Nature Conservancy en is vernoemd naar de Laptevzee.
In het oosten grenst het gebied aan de mariene ecoregio Oost-Siberische Zee (15) en in het westen aan de mariene ecoregio Karazee (17).

## Geografie
De mariene ecoregio ligt in de Noordelijke IJszee voor een stuk noordkust van Rusland, specifiek de noordoostkust van kraj Krasnojarsk en de noordwestkust van republiek Jakoetië . Het gebied ligt in de Laptevzee tussen het schiereiland Tajmyr en Noordland enerzijds en de Nieuw-Siberische Eilanden anderzijds.
Door het gebied stroomt de Siberische kuststroom en de Transpolaire driftstroom stroomt uit dit gebied weg richting Groenland. Vanuit het zuiden ontvangt het gebied zoet water van de rivier de Lena.

## Biogeografie
Het gebied kent zeeleven dat houdt van arctische temperaturen.